# Los otros libertadores
Los otros libertadores era una miniserie de ficción histórica en homenaje al Bicentenario de la Independencia del Perú, producida por Ningún Creativo, Pelícano Films y Latina Televisión. Se estrenó por esta última el 26 de septiembre de 2021y finalizó el 14 de noviembre del mismo año.Recrea en 8 episodios momentos destacados de personajes que intervinieron en el proceso de la Independencia del Perú, principalmente de Túpac Amaru II, Micaela Bastidas, Mateo Pumacahua, Mariano Melgar, María Parado de Bellido, y José Olaya.

## Producción
El gerente de contenidos de Latina Televisión, Luis Guillermo Camacho, convocó al escritor español Diego de León, a la productora ejecutiva Ivett Rivero para diseñar el proyecto, a Agustín Restrepo como director y a Andrés Santamaria como productor general. El rodaje se inició a finales de marzo de 2020, apelando a escenarios naturales del Perú.

## Reparto

### Personajes principales
- Cristhian Esquivel como Túpac Amaru II[12][9]
- Francesca Vargas como Micaela Bastidas[13][14][15]
- Giovanni Arce como Mariano Melgar[16][17]
- José Luis Ruiz como Mateo Pumacahua[18]
- Magaly Solier como María Parado de Bellido[19][20][2]
- Pietro Sibille como José Olaya[5][21]

#### Capítulo:Túpac Amaru II(parte I y II)
- Christian Esquivel como Túpac Amaru II
- Izan Alcázar como Túpac Amaru II (niño)
- Francesca Vargas como Micaela Bastidas
- Reynaldo Arenas como Francisco Condorcanqui
- Luis Alberto Sánchez como Diego Condorcanqui
- D'Ángelo Pérez como Hipólito Condorcanqui Bastidas
- Fabián Calle como Mariano Condorcanqui Bastidas
- Raúl Huamán como Fernando Condorcanqui Bastidas
- Herbert Corimanya como Antonio Oblitas
- Edwin Vásquez como Simón
- Pold Gastello como Gregorio Murillo
- Yiliana Chong como Tamaya
- Joaquín de Orbegoso como Antonio de Arriaga
- José Luis Ruiz como Mateo Pumacahua
- Carlos Victoria como Juan Antonio de Areche
- Hernán Romero como Virrey Agustín de Jáuregui
- Alonso Cano como Sargento García
- Diego Pérez Chirinos como Oídor Linares[22]

#### Capítulo:Mateo Pumacahua
- José Luis Ruiz como Mateo Pumacahua
- Carolina Infante como Juliana de Cusihuampan
- Sandro Monzante como José Angulo
- Alfonso Dibós como Vicente Angulo
- Javier Valdés como Martín de la Concha y Jara
- Andrea Luna como Juana de Dios Manrique[23]
- Carlos Victoria como José Antonio de Areche[24]
- Facundo Arana como Miguel Grau Seminario
- Melani Tosoratto como Dolores Núñez Cabero
- Francisco Cabrera como Mariano Angulo[25]
- Gerardo Zamora como Alberto[26]
- Gustavo Mayer como Manuel Amat y León[3]
- Hernán Romero como Agustín de Jáuregui[3]
- Ismael la Rosa como José Cayetano Luna Zegarra[27]
- Patricio Villavicencio como Pablo Figueroa
- Izán Alcázar como Túpac Amaru II (niño)[28]
- Joaquín de Orbegoso como Antonio de Arriaga.[9]
- José Dammert como Rafael Ramírez de Arellano.
- Pold Gastello como Gregorio Murillo[29]
- Priscila Espinoza como María Santos Corrales
- Reynaldo Arenas como Francisco Condorcanqui[30][31]
- Sandro Monzante como José Angulo
- Sergio Paris como Manuel Pardo Ribadeneira
- Bruno Odar como José Bernardo de Tagle[3]
- Miguel Ángel Álvarez como Antonio Riquero
- Diego Lombardi como Antonio José de Sucre
- Victor Prada como Francisco Xavier de Luna Pizarro
- Sebastián Aramburu como José de la Riva-Agüero
- Virna Flores como Juana Noin "La Rubia"[32]
- Daniel Neuman como José Ramón Rodil
- Manuela Camacho como María Josefa Melgar
- Pedro Olórtegui como Gustavo Santos
- Gabriel Gil como José María Corbancho
- Alfonso Santistéban como Manuel Pérez de Tudela
- Luis Menezes como el diputado.
- Stefano Reátegui como Vega
- Gian Marco Valle como Zavala
- Christian Esquivel como Tupac Amaru II
- Fernando Barros como el hijo de Pumacahua.
- Joel Soria como el hijo de Pumacahua.
- Milena Cataño como la hija de Pumacahua.

#### Capítulo:Mariano Melgar
- Giovanni Arce como Mariano Melgar
- Gustavo Mayer como Sargento Manuel Amat y León
- José Luis Ruiz como General Mateo Pumacahua
- Giovanni Arce como Coronel Mariano Melgar
- Sylvia Majo como Catalina "Cata"
- Priscila Espinoza como María Santos Corrales "Silvia"
- Pedro Olórtegui como Gustavo Santos
- Alfonso Dibós como General Vicente Angulo
- Sandro Monzante como José Ángulo
- Virna Flores como Juana Noin "La rubia"
- Javier Valdés como Martín de la Concha y Jara
- Francisco Cabrera como Mariano Ángulo
- Alfonso Santistevan como Manuel Pérez de Tudela

#### Capítulo:María Parado de Bellido
- Magaly Solier como María Parado de Bellido
- Jackie Vásquez como Ventura Ccalamaqui
- Nicolás Osorio como Matias Madrid
- Elizabeth Sánchez como Gliseth
- Roberto Ballumbrosio como Cayetano Quirós
- Miguel Medina como Mariano Bellido Sr.
- Renzo Abril como Mariano Bellido Jr.
- Daniel Cano como Tomás Bellido
- Rodrigo Rodríguez Dejo como Chasqui Gregorio
- Irene Eyzaguirre como Elizabeth "Eli" Madrid
- Natalia Bonifaz como María Bellido
- Gracia Ángeles como Leandra Bellido
- Ivana Vernal como Bartola Bellido[22]
- Roberto Moll como Comandante José Manuel de Carratala[33]
- Carlos Galeano como Teniente Juan de Loriga
- Mario Velázquez como Cura Armando García[22]

## Episodios
| N.º | Título                                 | Fecha de emisión         | ÍA/CP (18–49) |
| --- | -------------------------------------- | ------------------------ | ------------- |
| 1   | «Túpac Amaru II (primera parte)»       | 26 de septiembre de 2021 | 8.5           |
| 2   | «Túpac Amaru II (segunda parte)»       | 3 de octubre de 2021     | 7.6           |
| 3   | «Mateo Pumacahua»                      | 10 de octubre de 2021    | —             |
| 4   | «Mateo Pumacahua y Mariano Melgar»     | 17 de octubre de 2021    | —             |
| 5   | «Mariano Melgar»                       | 24 de octubre de 2021    | 5.3           |
| 6   | «María Parado de Bellido»              | 31 de octubre de 2021    | —             |
| 7   | «María Parado de Bellido y José Olaya» | 7 de noviembre de 2021   | —             |
| 8   | «José Olaya»                           | 14 de noviembre de 2021  | 5.1           |

## Premios y nominaciones
| Año  | Premio                       | Categoría                                                          | Nominación a           | Resultado   | Ref.          |
| ---- | ---------------------------- | ------------------------------------------------------------------ | ---------------------- | ----------- | ------------- |
| 2021 | Premios Luces de El Comercio | Mejor ficción                                                      | Los otros libertadores | Ganadora    | [ 38 ]        |
| 2021 | Premios Luces de El Comercio | Mejor actriz (televisión)                                          | Magaly Solier          | Ganadora    | [ 38 ]        |
| 2021 | Premios Luces de El Comercio | Mejor actor (televisión)                                           | Christian Esquivel     | Nominado    | [ 38 ]        |
| 2021 | Premios Luces de El Comercio | Mejor actor (televisión)                                           | Reynaldo Arenas        | Nominado    | [ 38 ]        |
| 2022 | Premios Platino              | Mejor miniserie o teleserie cinematográfica iberoamericana         | Los otros libertadores | Prenominada | [ 39 ] [ 40 ] |
| 2022 | Premios Platino              | Mejor interpretación masculina en miniserie o teleserie            | Giovanni Arce          | Prenominado | [ 39 ] [ 40 ] |
| 2022 | Premios Platino              | Mejor interpretación femenina en miniserie o teleserie             | Magaly Solier          | Prenominada | [ 39 ] [ 40 ] |
| 2022 | Premios Platino              | Mejor interpretación masculina de reparto en miniserie o teleserie | Bruno Odar             | Prenominado | [ 39 ] [ 40 ] |
| 2022 | Premios Platino              | Mejor interpretación femenina de reparto en miniserie o teleserie  | Andrea Luna            | Prenominada | [ 39 ] [ 40 ] |
| 2022 | Premios Platino              | Mejor creador de miniserie o teleserie cinematográfica             | Luis Guillermo Camacho | Prenominado | [ 39 ] [ 40 ] |